# Veronica Napoli
Veronica Napoli (Meran, 1 februari 1990) is een Italiaans-Amerikaans voetbalspeelster. In seizoen 2014/15 speelde ze in de Nederlandse BeNeLeague voor FC Twente. Met Twente speelde ze in de Champions League tegen Paris St. Germain.

## Statistieken
| Seizoen | Club          | Land      | Competitie | Wedstrijden | Doelpunten |
| ------- | ------------- | --------- | ---------- | ----------- | ---------- |
| 2012    | Ilves         | Finland   | NAL        | 5           | 3          |
| 2013/14 | Hellas Verona | Italië    | SAW        | 30          | 17         |
| 2014/15 | FC Twente     | Nederland | BeNeLeague | 16          | 1          |
| 2016    | IBV           | IJsland   | URW        | 8           | 1          |
| Totaal  | Totaal        | Totaal    | Totaal     | 59          | 22         |

Laatste update: oktober 2020